# Impatiens pingxiangensis
Impatiens pingxiangensis är en balsaminväxtart som beskrevs av H.Y.Bi och S.X.Yu. Impatiens pingxiangensis ingår i släktet balsaminer, och familjen balsaminväxter. Inga underarter finns listade i Catalogue of Life.